# Benfri kotlettrad
Benfri kotlettrad är en styckningsdetalj av gris som sitter längs med grisens rygg, mellan karrén och rostbiffen. Kotlettraden är en hel bit kött, med eller utan fettkappa och utan ben. Kotlettrad är magert kött, som blir saftigare om man väntar med att putsa bort fettet till efter tillagningen. Den säljs både i bit och i skivor, då vanligen benämnd fläskkotlett. Benfri kotlettrad benämns även ibland ytterfilé. 
Till en portion bör man beräkna 130 g kotlettrad med fett eller 100 g av renputsad kotlettrad. Benfri kotlettrad kan stekas hel i ugn, eller stekas i skivor i panna. Den går också bra att strimla och använda i en wok eller gryta.
Innertemperaturen ska ha nått 65–70° när den benfria kotlettraden är klar. Ordet kotlett kommer från franskans côtlette och betyder "litet revben".